# Campeonato Neerlandés de Fútbol 1953-54
El Campeonato Neerlandés de Fútbol 1953/54 fue la 65.ª edición del campeonato de fútbol de los Países Bajos, sería la última temporada del amateurismo. Participaron 56 equipos divididos en cuatro divisiones. El campeón nacional sería determinado por un grupo final formado con los ganadores de cada división. FC Eindhoven ganó el campeonato de este año.

## Divisiones

### Eerste Klasse A
|    | Club            | PJ | PG | PE | PP | GF | GC | Pts | DG  |                                           |
| -- | --------------- | -- | -- | -- | -- | -- | -- | --- | --- | ----------------------------------------- |
| 1  | DWS             | 26 | 16 | 5  | 5  | 54 | 24 | 37  | +30 | Clasificado al grupo final por el título. |
| 2  | AFC Ajax        | 26 | 14 | 9  | 3  | 60 | 29 | 37  | +31 |                                           |
| 3  | HFC Haarlem     | 26 | 15 | 5  | 6  | 47 | 22 | 35  | +25 |                                           |
| 4  | NEC Nijmegen    | 26 | 11 | 11 | 4  | 49 | 32 | 33  | +17 |                                           |
| 5  | Stormvogels     | 26 | 12 | 7  | 7  | 42 | 30 | 31  | +12 |                                           |
| 6  | FC Wageningen   | 26 | 10 | 9  | 7  | 48 | 35 | 29  | +13 |                                           |
| 7  | Elinkwijk       | 26 | 10 | 6  | 10 | 37 | 42 | 26  | -5  |                                           |
| 8  | Enschedese Boys | 26 | 7  | 11 | 8  | 37 | 31 | 25  | +6  |                                           |
| 9  | VV Leeuwarden   | 26 | 9  | 6  | 11 | 43 | 40 | 24  | +3  |                                           |
| 10 | Heracles        | 26 | 8  | 5  | 13 | 37 | 43 | 21  | -6  |                                           |
| 11 | Be Quick 1887   | 26 | 5  | 10 | 11 | 34 | 68 | 20  | -34 |                                           |
| 12 | Zwolsche Boys   | 26 | 6  | 6  | 14 | 23 | 57 | 18  | -34 |                                           |
| 13 | RCH             | 26 | 3  | 9  | 14 | 26 | 50 | 15  | -24 | Descendido.                               |
| 14 | Oosterparkers   | 26 | 4  | 5  | 17 | 25 | 59 | 13  | -34 | Descendido.                               |

PJ = Partidos jugados; PG = Partidos ganados; PE = Partidos empatados; PP = Partidos perdidos; GF = Goles a favor; GC = Goles en contra; Pts = Puntos; DG = Diferencia de goles

### Eerste Klasse B
|    | Club                | PJ | PG | PE | PP | GF | GC | Pts | DG  |                                           |
| -- | ------------------- | -- | -- | -- | -- | -- | -- | --- | --- | ----------------------------------------- |
| 1  | DOS                 | 26 | 17 | 5  | 4  | 78 | 40 | 39  | +38 | Clasificado al grupo final por el título. |
| 2  | VSV                 | 26 | 17 | 2  | 7  | 52 | 25 | 36  | +27 |                                           |
| 3  | Go Ahead            | 26 | 11 | 8  | 7  | 49 | 45 | 30  | +4  |                                           |
| 4  | Blauw-Wit Amsterdam | 26 | 11 | 6  | 9  | 58 | 50 | 28  | +22 |                                           |
| 5  | De Volewijckers     | 26 | 10 | 8  | 8  | 56 | 58 | 28  | -2  |                                           |
| 6  | Vitesse             | 26 | 8  | 11 | 7  | 41 | 46 | 27  | -5  |                                           |
| 7  | Rigtersbleek        | 26 | 12 | 2  | 12 | 58 | 57 | 26  | +1  |                                           |
| 8  | GVAV Rapiditas      | 26 | 8  | 9  | 9  | 39 | 37 | 25  | +2  |                                           |
| 9  | AGOVV Apeldoorn     | 26 | 10 | 4  | 12 | 49 | 50 | 24  | -1  |                                           |
| 10 | HFC EDO             | 26 | 7  | 9  | 10 | 35 | 48 | 23  | -13 |                                           |
| 11 | sc Heerenveen       | 26 | 8  | 6  | 12 | 57 | 68 | 22  | -11 |                                           |
| 12 | SC Enschede         | 26 | 7  | 7  | 12 | 40 | 41 | 21  | -1  |                                           |
| 13 | Sneek Wit Zwart     | 26 | 7  | 5  | 14 | 30 | 52 | 19  | -22 | Descendido.                               |
| 14 | HVV 't Gooi         | 26 | 5  | 6  | 15 | 31 | 56 | 16  | -25 | Descendido.                               |

PJ = Partidos jugados; PG = Partidos ganados; PE = Partidos empatados; PP = Partidos perdidos; GF = Goles a favor; GC = Goles en contra; Pts = Puntos; DG = Diferencia de goles

### Eerste Klasse C
|    | Club             | PJ | PG | PE | PP | GF | GC | Pts | DG  |                                                   |
| -- | ---------------- | -- | -- | -- | -- | -- | -- | --- | --- | ------------------------------------------------- |
| 1  | PSV Eindhoven    | 26 | 17 | 4  | 5  | 72 | 41 | 38  | +31 | Clasificado al grupo final por el título.         |
| 2  | Sparta Rotterdam | 26 | 17 | 3  | 6  | 50 | 30 | 37  | +20 |                                                   |
| 3  | Emma             | 26 | 15 | 7  | 4  | 71 | 44 | 37  | +27 |                                                   |
| 4  | VVV Venlo        | 26 | 13 | 10 | 3  | 57 | 39 | 36  | +18 |                                                   |
| 5  | SVV              | 26 | 12 | 4  | 10 | 53 | 47 | 28  | +6  |                                                   |
| 6  | BVV Den Bosch    | 26 | 10 | 6  | 10 | 53 | 41 | 26  | +12 |                                                   |
| 7  | Sittardia        | 26 | 10 | 4  | 12 | 62 | 56 | 24  | +6  |                                                   |
| 8  | Xerxes           | 26 | 9  | 6  | 11 | 38 | 47 | 24  | -9  |                                                   |
| 9  | Bleijerheide     | 26 | 9  | 6  | 11 | 34 | 49 | 24  | -15 | Fusionado con el SV Kerkrade, crea el Roda Sport. |
| 10 | NAC              | 26 | 9  | 4  | 13 | 45 | 47 | 22  | -2  |                                                   |
| 11 | LONGA            | 26 | 9  | 3  | 14 | 38 | 46 | 21  | -8  |                                                   |
| 12 | VV Brabantia     | 26 | 7  | 6  | 13 | 38 | 52 | 20  | -14 |                                                   |
| 13 | VVH Heerlen      | 26 | 6  | 4  | 16 | 35 | 69 | 16  | -34 | Descendido.                                       |
| 14 | HBS Craeyenhout  | 26 | 4  | 3  | 19 | 36 | 74 | 11  | -38 | Descendido.                                       |

PJ = Partidos jugados; PG = Partidos ganados; PE = Partidos empatados; PP = Partidos perdidos; GF = Goles a favor; GC = Goles en contra; Pts = Puntos; DG = Diferencia de goles

### Eerste Klasse D
|    | Club           | PJ | PG | PE | PP | GF | GC | Pts | DG  |                                               |
| -- | -------------- | -- | -- | -- | -- | -- | -- | --- | --- | --------------------------------------------- |
| 1  | FC Eindhoven   | 26 | 18 | 5  | 3  | 62 | 33 | 41  | +29 | Clasificado al grupo final por el título.     |
| 2  | Willem II      | 26 | 18 | 2  | 6  | 80 | 39 | 38  | +41 |                                               |
| 3  | EBOH           | 26 | 15 | 5  | 6  | 56 | 47 | 35  | +9  |                                               |
| 4  | Hermes DVS     | 26 | 15 | 3  | 8  | 53 | 38 | 33  | +15 |                                               |
| 5  | Feijenoord     | 26 | 13 | 4  | 9  | 46 | 31 | 30  | +15 |                                               |
| 6  | NOAD           | 26 | 10 | 8  | 8  | 34 | 45 | 28  | -11 |                                               |
| 7  | Juliana        | 26 | 12 | 3  | 11 | 50 | 45 | 27  | +5  | Fusionado con el Rapid '54, crea el Rapid JC. |
| 8  | ADO Den Haag   | 26 | 11 | 3  | 12 | 38 | 37 | 25  | +1  |                                               |
| 9  | SBV Excelsior  | 26 | 9  | 6  | 11 | 46 | 42 | 24  | +4  |                                               |
| 10 | RBC Roosendaal | 26 | 9  | 6  | 11 | 46 | 51 | 24  | -5  |                                               |
| 11 | MVV Maastricht | 26 | 11 | 1  | 14 | 53 | 46 | 23  | +7  |                                               |
| 12 | Limburgia      | 26 | 7  | 3  | 16 | 38 | 60 | 17  | -22 |                                               |
| 13 | Maurits        | 26 | 2  | 6  | 18 | 25 | 68 | 10  | -43 | Descendido.                                   |
| 14 | DHC Delft      | 26 | 2  | 5  | 19 | 39 | 84 | 9   | -45 | Descendido.                                   |

PJ = Partidos jugados; PG = Partidos ganados; PE = Partidos empatados; PP = Partidos perdidos; GF = Goles a favor; GC = Goles en contra; Pts = Puntos; DG = Diferencia de goles

### Grupo final por el título
|   | Club          | PJ | PG | PE | PP | GF | GC | Pts | DG |
| - | ------------- | -- | -- | -- | -- | -- | -- | --- | -- |
| 1 | FC Eindhoven  | 6  | 3  | 2  | 1  | 13 | 9  | 8   | +4 |
| 2 | DOS           | 6  | 2  | 2  | 2  | 10 | 11 | 6   | -1 |
| 3 | PSV Eindhoven | 6  | 2  | 1  | 3  | 12 | 12 | 5   | 0  |
| 4 | DWS           | 6  | 1  | 3  | 2  | 13 | 16 | 5   | -3 |

PJ = Partidos jugados; PG = Partidos ganados; PE = Partidos empatados; PP = Partidos perdidos; GF = Goles a favor; GC = Goles en contra; Pts = Puntos; DG = Diferencia de goles
|                                  |
| Campeón FC Eindhoven 1.er título |